# Europeiska gemenskaperna
Europeiska gemenskaperna (EG) var mellan den 1 januari 1958 och den 30 november 2009 ett samlingsnamn för följande tre europeiska gemenskaper med samma medlemsstater:
- Europeiska kol- och stålgemenskapen (fram till dess upplösning den 23 juli 2002)
- Europeiska ekonomiska gemenskapen (1958–1993) eller Europeiska gemenskapen (1993–2009)
- Europeiska atomenergigemenskapen

## Historia
Europeiska gemenskaperna bildades den 1 januari 1958 genom upprättandet av Europeiska ekonomiska gemenskapen och Europeiska atomenergigemenskapen vid sidan av Europeiska kol- och stålgemenskapen, som redan hade upprättats den 23 juli 1952. Från början hade de tre gemenskaperna en gemensam församling (sedermera Europaparlamentet) och en gemensam domstol (sedermera EU-domstolen), men däremot olika råd och kommissioner. Genom fusionsfördraget, som trädde i kraft den 1 juli 1967, slogs dock råden respektive kommissionerna ihop så att alla tre gemenskaperna styrdes av samma institutioner.
Genom Maastrichtfördraget, som trädde i kraft den 1 november 1993, blev Europeiska gemenskaperna en av Europeiska unionens tre pelare, vid sidan av den gemensamma utrikes- och säkerhetspolitiken och rättsliga och inrikes frågor. Samtidigt ersattes Europeiska ekonomiska gemenskapen av Europeiska gemenskapen. Den 23 juli 2002 uppgick kol- och stålgemenskapen i Europeiska gemenskapen när Parisfördraget upphörde att gälla.
Genom Lissabonfördraget, som trädde i kraft den 1 december 2009, avskaffades pelarstrukturen och Europeiska unionen blev en egen juridisk person som ersatte Europeiska gemenskapen. Europeiska atomenergigemenskapen fortsatte dock, som den enda av de ursprungliga tre europeiska gemenskaperna, att existera som en separat organisation, dock styrd av unionens institutioner.